# Szrnyace
Szrnyace (szlovákul: Srňacie) Alsókubin városrésze, egykor önálló falu Szlovákiában, a Zsolnai kerületben, az Alsókubini járásban.

## Fekvése
Alsókubin központjától 5 km-re délkeletre fekszik.

## Története
A települést 1548-ban említik először, amikor I. Ferdinánd király kiveszi az árvai vár fennhatósága alól és Zmeskal Vencelnek adja. 1574-ben még a Zmeskal család birtoka volt, de házai elhagyottan álltak. 1588-ban csak a birtokos család kúriája állt a faluban. 1598-ban 2 lakott és 8 elhagyott háza volt. 1604-ben két ház állt a településen. Az 1647-es adóösszeírás szerint mindössze fél portája adózott. 1666-ban 9 zsellércsalád élt itt. A 17. század végén sokat szenvedett a hadak sanyargatásai miatt, lakóinak az erdők, rétek és legelők nem nyújtottak elég megélhetést. 1772-ben Szrnyace két részből állt: egyik fele Okolicsányi Józsefé volt, míg a másik rész a Zmeskal családé maradt. 1778-ban 50 család élt a községben, a családok közül kettő nemesi család volt.
A 18. század végén Vályi András így ír róla: „SZRNYACZE. Tót falu Árva Várm. földes Urai Zmeskál, és Okolicsányi Uraságok, lakosai katolikusok, fekszik Puczóhoz nem meszsze, és annak filiája; határja hegyes.”
1801-ben 109 lakosa volt. 1828-ban 17 házában 126 lakos élt. A 19. században a nagybirtokokat nagyrészt felparcellázták.
Fényes Elek 1851-ben kiadott geográfiai szótárában így ír a faluról: „Szrnyácze, tót falu, Árva vmegyében, 8 kath., 114 evang., 4 zsidó lak. F. u. Zmeskál család. Ut. p. Rosenberg.”
A trianoni diktátumig Árva vármegye Alsókubini járásához tartozott.

## Népessége
1870-ben 17 házát 82-en lakták.
1910-ben 54, túlnyomórészt szlovák anyanyelvű lakosa volt.

## Lásd még
- Alsókubin
- Benyólehota
- Kisbiszterec
- Knyazsa
- Mokrágy
- Nagybiszterec
- Zászkal